# Björn Skifs
Björn Nils Olof Skifs (Vansbro, Dalarna, 20 de abril de 1947) es un cantante, autor y guionista sueco.

## Carrera
Björn Skifs formó su primer grupo de música Slam Creepers’ en 1963. Slam Creepers’ se disolvió en 1969 y Skifs formó una nueva banda, Blåblus, en 1972. Como Blue Swede, la banda alcanzó el número 1 de las listas en 1974 con una versión de Hooked on a Feeling. Björn Skifs dejó la banda en 1976 para iniciar una carrera en solitario. Grabó con Anni-Frid Lyngstad el tema Med varann para su álbum de 1975 Schiffz.
Skifs apareció como The Arbiter en la grabación del disco del musical Chess, lanzado en 1984. El sencillo y el video, The Arbiter's Song fue lanzado en 1985. Skifs además grabó otros temas en el álbum, incluyendo One Night in Bangkok, luego interpretada por Murray Head. Skifs no interpretó el papel en el escenario, en la producción de Londres el papel fue interpredado por Tom Jobe.
Povel Ramel le entregó el premio Karamelodiktstipendiet 1984 por su contribución a la música sueca.
En 2002 tuvo su mayor éxito con la canción Håll Mitt Hjärta (Abraza mi corazón) versión de la canción de André de Lang Same Ol' Story. Permaneció en las listas Svensktoppen entre el 27 de abril de 2003 y el 8 de enero de 2006 durante 142 semanas.

## Festival de Eurovisión
Björn Skifs representó a Suecia en el Festival de la Canción de Eurovisión 1978 donde acabó 14.º y en 1981 donde terminó 10.º. En 2000 presentó el Melodifestivalen, donde se elige al representante de Suecia en el Festival de Eurovisión.

## Discografía
- Harligt, Harligt (2004)
- Diamanter (2005)
- Decennier Sånger Från En Annan Tid (2005)
- Andra Decennier (2006)

## Filmografía
- Drömkåken (1993)
- Joker (1991)
- Strul (1988)
- Smugglarkungen (1985)
- Chess Moves
- Privatdeckarna: Uppdrag Gran Canaria (1984)
- Prima Veras saga om Olav den hellige (1983)
- En flicka på halsen (1982)
- Sverige åt svenskarna (1980)